# Gazaca
Gazaca, en persan گنزک, en grec Γάζακα, en latin Gaza ou Ganzaga, aussi nommé Ganzak, est une ville ancienne de l'Atropatène. Elle servait de résidence d'été aux rois de Perse. Son emplacement exact est discuté et se trouverait près du lac d'Ourmia.

## Histoire

La ville de Gazaca dans l'Atropatène.

Gazaca est bâtie par les Achéménides et devient la siège de la satrapie de Médie. Au quatrième siècle avant Jésus-Christ, la ville est incluse dans le domaine de l'aristocrate perse Atropatès, qui rejoint les armées d'Alexandre le Grand. Il devient satrape de la région sous Alexandre et conserve son territoire à la mort de celui-ci, qui devient le royaume d'Atropatène. C'est à cette occasion qu'est construit le temple sacré d'Adhur Gushnap.
Le royaume d'Atropatène devient un vassal de l'Empire des Parthes. En 36 avant Jésus-Christ, les Romains l'assiègent mais sont vaincus par l'armée coalisée du roi d'Atropatène Artavazde Ier et le roi parthe Orodès II. Vers 224, le roi des Sassanides, Ardachîr Ier met un terme à l'indépendance du royaume d'Atropatène. La région devient une province de l'Empire dont Gazaca est la capitale.
En 591, la bataille de Blarathon oppose le roi sassanide Khosro II l'usurpateur Vahram VI près de Gazaca et met un terme à la révolte de ce dernier. En 622, Gazaca est mise à sac par l'armée byzantine d'Héraclius, qui vient de lancer une contre-offensive sur les arrières des Sassanides lors de la guerre perso-byzantine de 602-628. L'empereur byzantin va jusqu'à détruire le temple sacré d'Adhur Gushnap.